# Sinojackia sarcocarpa
Sinojackia sarcocarpa là một loài thực vật có hoa trong họ Bồ đề. Loài này được L.Q. Luo miêu tả khoa học đầu tiên năm 1992.